# گرالا (شهرداری)
گرالا (به آلمانی: Gralla) یک منطقهٔ مسکونی در اتریش است که در لیبنیتس واقع شده‌است. گرالا ۱۲٫۱۵ کیلومتر مربع مساحت دارد ۲۷۸ متر بالاتر از سطح دریا واقع شده‌است.